# 亚氯酸钾
亚氯酸钾是亚氯酸（HClO2）的钾盐，化学式KClO2。

## 性质
亚氯酸钾是一种无色吸湿性晶体，在空气中潮解。加热亚氯酸钾会分解成氯化钾和氧气，且会发光。
{\displaystyle {\ce {KClO2 -> {KCl}+ O2}}}（加热）
有报道说亚氯酸钾室温下会在数小时内分解。亚氯酸钾晶体已通过X射线结构分析。它是一种氧化剂。

## 合成
Bruni等人是用氯酸钾和草酸反应生成亚氯酸钾，然后通过水/乙醇的再结晶得到亚氯酸钾晶体。
{\displaystyle {\ce {KClO3\ + HOOC-COOH -> KClO2\ + 2 CO2 + H2O}}}
此外，氢氧化钾或过氧化钾和二氧化氯反应，或是亚氯酸钡和硫酸钾的复分解反应也可以得到亚氯酸钾。